# Banco del Estado de Chile
Banco del Estado de Chile (sous la marque BancoEstado) est une banque publique du Chili. Elle est fondée en 1953 par la fusion de la Caja Nacional de Ahorros, de la Caja de Crédito Hipotecario, de la Caja de Crédito Agrario et de l'Instituto de Crédito Industrial.